# Caspar Paludan-Müller
Caspar Peter Paludan-Müller (født 25. januar 1805, død 1. juni 1882) var en dansk historiker.

## Barndom og ungdom
Han var søn af Jens Paludan-Müller, daværende sognepræst i Kerteminde, og var den fjerdeældste af en talrig børneflok, heriblandt digteren Frederik Paludan-Müller (1809–1876). 1819 blev faren stiftsprovst, og Paludan-Müller, som tidligere var blevet undervist i hjemmet, blev nu sat i Odense Katedralskole. En dygtig lærer, adjunkt Jørgensen, vakte her hans særlige interesse for historien. Da han 1822 blev student og tog fat på det teologiske studium, var det også den historiske side, der især tiltrak ham, mens det åbenbart faldt ham noget vanskeligt at tage sin fornuft fangen over for adskillige af teologiens dogmer. Hvor lidt man end i det hele kender til Paludan-Müllers sjæleliv, sporer man dog her alvorlige kampe, som han først sent kom ud over, hjulpet ikke mindst ved en fyldig tankeudveksling med faren. Ligesom denne selv bevægede han sig efterhånden over fra rationalismen til en mere inderlig religiøsitet. Præsteembede ville han dog ikke søge da han i januar 1827 havde taget den teologiske embedseksamen, og i stedet afløste han i 1829 sin egen tidligere lærer som adjunkt ved Odense Katedralskole.
Med liv og lyst kastede Paludan-Müller sig over lærergerningen. Han kom godt udrustet dertil, og han udvidede stadig sine kundskaber. "Jeg har", skrev han, "ladet egne studier gå jævnsides undervisningen – den eneste måde, hvorpå det, efter min overbevisning, er muligt for skolemanden at holde interessen for sit pligtarbejde levende i en længere årrække". Han ville, at undervisningen skulle lade historiens store udviklingslinier træde frem, dog aldrig i abstrakte betragtninger. "Ikke at noget er sket, men hvad og hvorledes det er sket, kommer det an på, og dette kan kun gøres indlysende ved at vise disciplene det konkrete, hvori det almindelige har haft sin Virkelighed". Om hans store kundskabsfylde og vide blik vidnede de anmeldelser, han i begyndelsen af 1840'erne skrev af P.A. Munchs lærebog i Nordens historie og af C.F. Allens Håndbog i fædrelandets historie. Med rette protesterede han mod den enes norsknationale ensidighed, mod den andens mørke blik på hele udviklingen i Danmarks historie.

## Historiske studier
Tidlig slog Paludan-Müller også ind på egne videnskabelige undersøgelser, og hans ophold i Odense førte ham naturligt til at gribe emner af denne bys og af hele Fyns historie. Hans første skrift handler Om St. Hans Kloster i Odense (1831). Senere fremkom hans kyndige levnedsbeskrivelse af Odensebispen Jens Andersen Beldenak (1836), og under hans ledelse udgav Fyns Stifts litterære Selskab den yderst oplysende og velordnede samling Aktstykker til Oplysning især af Danmarks indre Forhold i ældre Tid (1841-1845), i det væsentligste bygget på dokumenter i fynske lokalarkiver. Samtidig syslede Paludan-Müller dog indgående med emner af universalhistorien og vendte sig med særlig forkærlighed mod Italiens interessante Middelalder. Han skildrede på grundlag af et nøje
kritisk studium af kilderne Cola de Rienzo, Tribun og Senator i Rom (1838), og året efter offentliggjorde han sin Undersøgelse om Machiavelli som Skribent, især med Hensyn til Bogen om Fyrsten. Paludan-Müller kaldte dette skrift "et forsøg i den højere historiske kritik". Det enkelte hovedværk var forstået på baggrund af forfatterens hele personlighed, denne atter som en naturlig frugt af Italiens åndelige og politiske liv i renæssancetiden, og disse da endnu nye synspunkter var gennemført med stort talent og konsekvens. Fremkommet på et af verdenssprogene ville dette skrift sikkert være blevet anerkendt som et betydningsfuldt
indlæg i den store Machiavelli-litteratur.
Således var Paludan-Müller allerede en anset skribent, da han i 1840 blev tildelt den filosofiske doktorgrad ved sin lærde undersøgelse Observationes criticæ de foedere inter Daniam, Sveciam et Norvegiam auspiciis Margaretæ reginæ icto. Stringent og klart viste forfatteren, hvorledes Kalmarmødets hele forhistorie pegede på, at Margrete gennem flere år bevidst havde arbejdet hen mod at skabe en nøje forening af de tre riger. I skarp modsætning hertil stod da selve unionsbrevet, der med alle sine ejendommeligheder og mangler ikke kunne betegnes som en fuldgyldig udfærdiget grundlov for unionen. Senere undersøgelser har bidraget yderligere til forståelsen af dette aktstykke og opstillet andre mulige forklaringer til ejendommelighederne og manglerne, men Paludan-Müllers grundlæggende iagttagelser må stadig betragtes som gældende. Ved denne afhandling havde han
indtaget sin plads blandt de bedste danske historikere og tillige fundet sit egentlige virkefelt, den kritiske undersøgelse. Han vandt også megen anerkendelse. Allerede 1839 var han blevet medlem af Det kongelige danske Selskab for Fædrelandets Historie, 1843 optog Det Kongelige Danske Videnskabernes Selskab ham i sin midte.
Snart efter førtes Paludan-Müller, halvvejs ved en tilfældighed, ind på en stor opgave. Efter en af Christian 8. udkastet idé havde det fynske litterære selskab begyndt at indsamle aktstykker angående slaget ved Øksnebjerg. Paludan-Müller blev den egentlige leder af dette foretagende og indså snart, at samlingen måtte udvides til at omfatte hele Grevefejden, og det lykkedes ham ved henvendelse til fremmede arkiver at samle et meget stort, ukendt stof til oplysning af dette korte, skæbnesvangre tidsrum. Denne samling udgav han (1852-1853). Han var ved forarbejderne dertil imidlertid ført ind på et studium af hele fejdens historie og skrev så sit værk Grevens Fejde, skildret efter trykte og utrykte Kilder i to bind (1853-1854). Det var første gang, at et sådant sammenhængende udsnit af Danmarks historie var fremstillet på fuldt tilfredsstillende måde med streng kritik af den traditionelle
fremstilling og med udstrakt benyttelse af arkivalsk materiale. Det var en opgave af samme art som den, C. F. Allen senere satte sig og gennemførte for et længere tidsrum, men Paludan-Müller besad unægtelig ikke Allens smagfulde og livlige fremstillingsevne. Når han selv synes at have ventet, at hans skildring kunne tækkes en talrig læserkreds, blev han skuffet, og han forsøgte heller ikke siden at levere arbejder af rent fremstillende art.
Samtidig med at dette værk så lyset, blev Paludan-Müller, som i 1842 havde fået tilladelse til at søge de overordnede lærerposter ved de lærde skoler og kort efter var blevet udnævnt til overlærer, forflyttet til stillingen som rektor til Nykøbing (1853) efter året forinden at have fået titel af professor. Han fandt skolen i Nykøbing i forfald og måtte reorganisere den grundigt. Hans kraftige personlighed kom derved til sin fulde ret, og han virkede lige imponerende på lærere og elever. Snart stod hans skole højt. "Han holdt den som et krigsskib", har en af hans elever sagt, og om den alvor, hvormed han omfattede sin gerning, foreligger der et smukt vidnesbyrd i de skoletaler, der er udgivet i Videnskab og Skole (se litteratur nedenfor). Men denne virksomhed lagde stærkt beslag på hans kræfter, og i en lang årrække kom der kun i ny og næ et åndfuldt kritisk arbejde fra hans hånd. Tunge sorger kom til: Krigen i 1864 måtte for en så varmtfølende patriot være et hårdt slag, og han ramtes personligt ved at miste sin eneste søn, Jens. To år efter døde hans svigersøn, den lovende filolog Fr. Nutzhorn.

## Ny produktiv periode fra 1870
Hen mod året 1870 begyndte dog for Paludan-Müller, skønt han var langt over 60, en ny produktiv periode, og den varede uafbrudt til hans død. I 1869-1872 fremkom i Videnskabernes Selskabs Skrifter hans banebrydende Studier til Danmarks Historie i det 13. Aarhundrede, hvori især hans fremstilling af striden med Jakob Erlandsen og hans sønderlemmende kritik af Kong Valdemars Jordebog vakte den største interesse. Og nu kom endelig den kaldelse til Københavns Universitet, som man for det historiske studiums skyld kunne have ønsket så meget tidligere. Da C.F. Allen døde, udnævntes Paludan-Müller til professor Rostgardianus i nordisk historie og oldsager (antikviteter) 29. juni 1872. Det var en festdag, da den højt ansete historiker holdt sin første forelæsning, og også litteraturen så snart, hvad det betød. Få år efter forelå, bygget over forelæsninger, Paludan-Müllers ypperste værk: De første Konger af den oldenborgske Slægt, Omrids og Tanker til Forstaaelse af Danmarks Historie i Overgangen fra Middelalderen til den nyere Tid (1874). Uden at skildre datidens historie i sit fulde omfang forstod forfatteren heri at samle sig om de store vendepunkter og karakterisere dem og de ledende personligheder i fyndige ord. Selv hvor C.F. Allen havde været hans forgænger, lykkedes det ham ofte at grave dybere end denne. Imens fortsatte Paludan-Müller sin lærervirksomhed på Københavns Universitetet med en helt ungdommelig virkekraft. Han fulgte åbenbart den plan gennem forelæsninger at skildre hele Danmarks historie og nåede i det mindste til at fremstille den lange tid lige fra Valdemar Sejrs død til ind i 18. århundrede. Derudover gav han et åndfuldt overblik over den danske historieskrivning, samlet om nogle få midtpunkter: Saxo, Huitfeldt og blomstringen i det 18. århundrede. Enkelte dele af disse forelæsninger er blevet trykt og viser hans åndfulde syn og kraftige hånd. Paludan-Müllers høje alder og end mere en kraftig tunghørhed hindrede ham vel i at komme i et nøjere forhold til de unge studerende, men ivrig og samvittighedsfuld var han i sin embedsgerning, lige til døden kom efter få timers sygdom. 1874 havde han fået Dannebrogordenens Kommandørkors.

## Karakteristik af Paludan-Müller som historiker
Paludan-Müllers historiske dannelse var lige så bred som dyb. Han var hjemme i Danmarks historie gennem alle tider, og de spørgsmål, han har behandlet litterært, begynder kronologisk med Harald Blåtands lovgivning og slutter først med hans kritik af Droysens og Samwers usande fremstilling af det 19. århundredes danske politik. Bagved lå et grundigt kendskab til den almindelige historie. Gennem hele sit liv vedblev han at læse og studere, og særligt tysk romantik og historisme prægede hans tilgang til historien. Han advarede mod de farer, der var ved at bruge nutidens forhold som nøgle til at forstå fortiden; han var kun i ringe grad inde på den nøje prøvelse af de historiske beretningers indbyrdes slægtskab og værdi, der spillede en så stor rolle i det 19. århundredes forskning, og når forskerne med iver havde kastet sig over at fremdrage nyt og sikrere stof for historien fra arkiverne, deltog Paludan-Müller forholdsvis lidt i denne bevægelse. Han holdt nok af at betone, at historikerens rette hjem er biblioteket, ikke arkivet, og hans egne livsforhold gjorde jo, at han selv i det mindste var nødt til at følge denne regel.
Født lærer, som Paludan-Müller var, stillede han ofte en teoretisk undersøgelse af metoden i spidsen for sine kritiske enkeltundersøgelser. Han mente, at historiens kilder måtte sondres i sagn og monumenter, den mundtlige fortælling, der stadig ændredes, og hvori det tildigtede indgik en fast forbindelse med det virkelige, og det egentlige historiske "mindesmærke", der én gang nedskrevet stod fast, tilgængeligt i sin oprindelige skikkelse for enhver senere forsker. Dertil kom myter, som var rent digt og derfor ubrugelige. Han udlæste af denne definition den rette metode over for sagnet. Direkte at prøve på at opløse dette i sandt og digtet fører til intet; kun hvor man kan prøve sagnet på monumentet, det usikre på det sikre, kan man nå frem, og ellers må man lade sagnet stå hen i sin usikkerhed. Hverken definition eller metode virker overbevisende i dag og blev senere stærkt kritiseret af Kristian Erslev. Paludan-Müller fulgte den heller ikke strengt. Han var mest tilbøjelig til at forsvare sagnets sandhed, selv hvor denne ikke kunne godtgøres gennem "monumenter", og holdt derfor både på, at Saxo havde haft hjemme i Roskilde, og på, at Christian Barnekow havde reddet Christian 4. på Skjellinge hede (Indbydelsesskrifter fra Nykøbing 1861 og 1870). En stor fjende var han derimod af det løse rygte, og i en smukt gennemført undersøgelse om Karl 12. af Sveriges dødsmåde (Historisk Tidsskrift, 2. række, bind 1) afviste han påstandene om, at kongen var faldet for en snigmorders kugle; en afvisning, der siden blev stadfæstet ved en undersøgelse af selve liget.
Inden for monumenternes klasse savnede Paludan-Müller blik for den store forskel på den historiske beretning og aktstykket (i den kildekritiske terminologi kaldet beretning og levn), og i sin navnkundige skildring af det Stockholmske Blodbads forhistorie byggede han med alt for stor tillid på en svensk beretning, uden at ænse, at denne ikke lader sig forene med selve den bevarede domsakt. Over for dokumenter var hans kritiske sans derimod vågen til det yderste, og han betonede, hvor mange akter der gemmer sig i arkiverne uden nogensinde at være blevet virkelig udstedte. Dette synspunkt, der jo havde været så frugtbart under prøvelsen af unionsbrevet, kom siden ofte igen hos forfatteren, og det er det samme, der, ført videre ud, viser sig i hans behandling af kong Valdemars jordebog. I det håndskrift, hvori jordebogsstykkerne er bevarede, vil han kun se – en skrivebog. At ægge sine læsere ved et sådant tilspidset udtryk var ikke Paludan-Müller imod. I det givne tilfælde rejste der sig skarpe indsigelser fra flere sider, og uvant med at blive kritiseret svarede han da sin betydeligste modstander, Johannes Steenstrup, i et lidenskabeligt Stridsskrift (1874).
Ved sit kritiske arbejde havde Paludan-Müller den bedste støtte i sit indgående kendskab til historiens hjælpevidenskaber. Han skrev selv en Kort Fremstilling af det kirkelige Kalendervæsen (1847) og var inde i alle diplomatikkens finesser. Usædvanlig var hans
kyndighed i den kanoniske ret; takket være den kunne han kaste nyt lys over processen mellem Jacob Erlandsen og kronen ligesom over den nordiske kirkes ejendommeligheder i katolicismens
slutningstid. Også romerret var han hjemme i, og med tvivlsom ret mente han, at romerretslige sætninger var bragt til anvendelse i adskillige danske statsprocesser.
Mere end nogen metode er det dog den personlige genialitet, der prægede Paludan-Müllers kritiske undersøgelser. Med velgørende klarhed lægges problemet frem; dets vanskeligheder ses skarpt i øjet, fantasifuldt inddrager han momenter, der tilsyneladende ligge fjernt;
så går han skridt for skridt frem mod den løsning, han har fundet, tankevægtig falde ordene, og træffende lignelser og skønne billeder minder om, at historieforskeren er den store digters
broder. Hans energiske kraft tager læseren ganske fangen. Ofte vil dog en nøje efterprøvelse vise, at netop energien har ført Paludan-Müller for vidt eller ind på et helt forkert spor. Man fristes ikke sjældent til at anvende på ham selv den fine lignelse, han har brugt om de skarpe kritikere. De er, siger han, som de riflede kanoner, der udskyder kuglen langt og sikkert, men hvor da også den mindste afvigelse i sigtet gør, at kuglen rammer langt fra målet. Men lignelsen slår dog ikke til. Har eftertiden ofte måtte opgive de løsninger, Paludan-Müller har peget på, har dog ingen af hans kritiske prøvelser været uden frugt for opklaringen af de spørgsmål, han har undersøgt.
Paludan-Müller har behandlet de forskelligste punkter i Danmarks historie. Ofte er det spørgsmåls vanskelighed, der har tiltrukket ham. Frem for alt stræbte han dog til at nå en dom over fortidens tildragelser og personligheder. Hans strenge karakter vil ikke nøjes med billighed; retfærdighed er, hvad han forlanger, og hvor nogen efter hans mening var angrebet med urette, undlod han ikke at møde frem. Han forsvarede Guldberg mod Plougs bedømmelse, værnede om dronning Margretes karakter over for nordmanden Keyser. Selv vågede han omhyggelig over sig, især hvor han kunde frygte, at hans brændende kærlighed til Danmark kunde forrykke hans dom, og det er ganske betegnende, at han i 1840 frarådede at rejse Niels Ebbesen et mindesmærke, fordi man dog ikke ret kunne dømme om de motiver, der havde ført ham til drabet på grev Gert. Men følte Paludan-Müller sig sikker i sin sag, veg han ikke tilbage for at udtale sin afgørelse i strenge, bidende ord.
Overalt i Paludan-Müllers skrifter træder forfatterens egen personlighed en i møde, hans myndige kraft, hans samvittighedsfuldhed og strenge pligtfølelse. Hans hele færd svarer hertil. Aldrig blev han noget partis mand, men et varmtfølende menneske var han med den største kærlighed til sit land og folk, en endnu større til sandheden og retten. Man vil forstå, at han blev dybt grebet af den politiske bevægelse under Christian 8., og da kongens død og februarrevolutionen bragte forholdene til en krise, udsendte han sit lille dybtfølte flyveskrift Hvad er der nu at gjøre i Danmark?. Han så klart, at der måtte brydes skarpt med
fortiden, og søgte at pege på den vej man skulle frem ad. Odense by sendte ham som medlem til den grundlovsgivende rigsdag. Han hørte her nærmest til mellempartiet, stemte for Grundloven, men mod Valgloven. Siden deltog han ikke i aktiv politik, men hvor der rørte sig noget i Danmark, var han af hjertet med deri og gav også undertiden sin mening til kende, som når han forsvarede Mynster mod Søren Kierkegaards angreb eller kritiserede Georg Brandes' første forelæsninger.
Paludan-Müller står ubestridelig som det største kritiske geni inden for den danske historieforskning i det 19. århundrede. Hans ydre svarede til hans indre, en høj, kraftig skikkelse med et mægtigt, tungt skåret hoved, hvor især de buskede øjenbryn gav ansigtet karakter.
2. november 1829 ægtede Paludan-Müller Henriette Erichsen Rosenstand-Goiske, en datter af konferensraad Johan Ph. K. Rosenstand-Goiske. Sammen fik de sønnen Jens Paludan-Müller, født 10. marts 1836. Han faldt under Slaget ved Sankelmark, 6. februar 1864. Henriette døde 10. januar 1877.